# Андрей Самоников
Андрей Самоников (на сръбски: Андреја Самониковић или Андрија Самониковић) е македонски сърбоманин, учител, деец на Сръбската пропаганда в Македония.

## Биография
Роден е в Македония. Завършва Педагогическо училище в Белград и задочно Филологическия факултет на Великата школа в 1896 година. Преподава в Скопската сръбска гимназия в 1896/1897 година. В 1897/1898 година преподава в Битолската, а в 1898 година белградското просветно министерство го изпраща в Цариградската гимназия. Директорът Милош Динич не е доволен от него. Учител е по френски на сина на Артемиза Христич, любовницата на крал Милан Обренович. Преподава и в Янина.